# Ágora de Cos
Ágora de Cos (en griego: Αρχαία Αγορά, romanizado: Archaía Agorá) es la antigua ágora de la ciudad de Cos, en la isla de Cos, en Grecia. Su yacimiento arqueológico se encuentra en el centro de la ciudad, al sur del castillo de Neratzia, cerca del puerto. Está abierto al público.El yacimiento arqueológico también recibe el nombre de yacimiento arqueológico del puerto.

## Historia
La zona que rodea el Ágora ha sido el centro de la ciudad de Cos durante mucho tiempo, y en ella se han encontrado indicios de asentamientos de la período micénico y del período geométrico. La ciudad se convirtió en centro administrativo en el año 366 a. C., tras lo cual se construyeron numerosos edificios públicos en el lugar. Los más antiguos del Ágora propiamente dicha datan del período helenístico, del 300-200 a. C., y el yacimiento corresponde aproximadamente al área de la ciudad medieval de Cos.

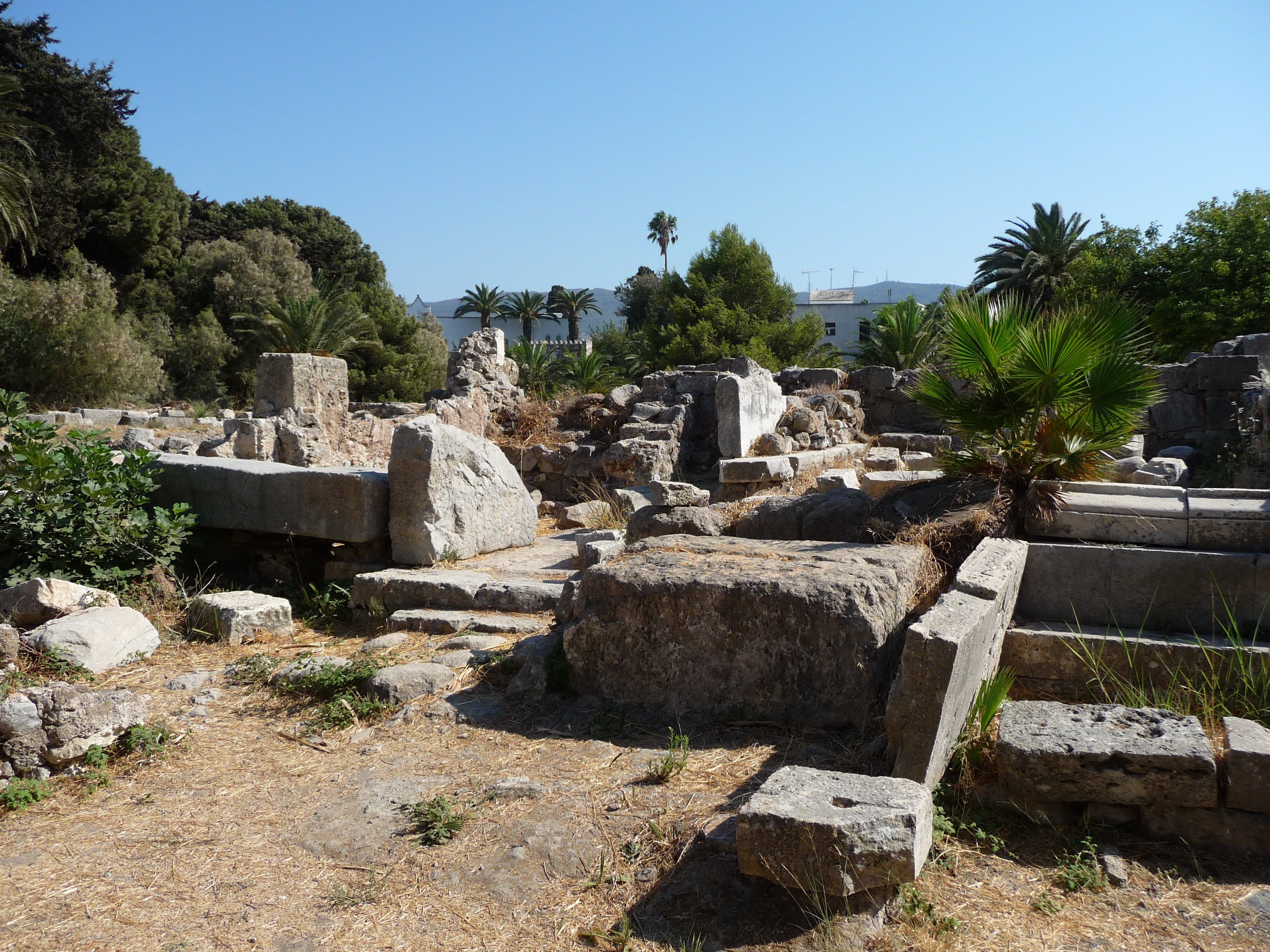
Restos del Ágora.

La zona fue destruida con frecuencia por terremotos en la antigüedad, por lo que existen varias fases constructivas. El terremoto del 142 d. C. destruyó muchos edificios que nunca se reconstruyeron. El terremoto del 469 marcó el fin de la ciudad antigua y el paso a la construcción paleocristiana y bizantina. En torno al 400, se construyó una basílica en el ágora.
Las excavaciones arqueológicas italianas en la zona comenzaron tras el gran terremoto de 1933, cuando gran parte de la ciudad quedó destruida. Duraron de 1935 a 1942, y las dirigieron inicialmente L. Laurenzi, y más tarde L. Morricone. Los griegos continuaron las continuaron después de la Segunda Guerra Mundial. Las excavaciones también han ido acompañadas de trabajos de restauración.

## Edificios y hallazgos

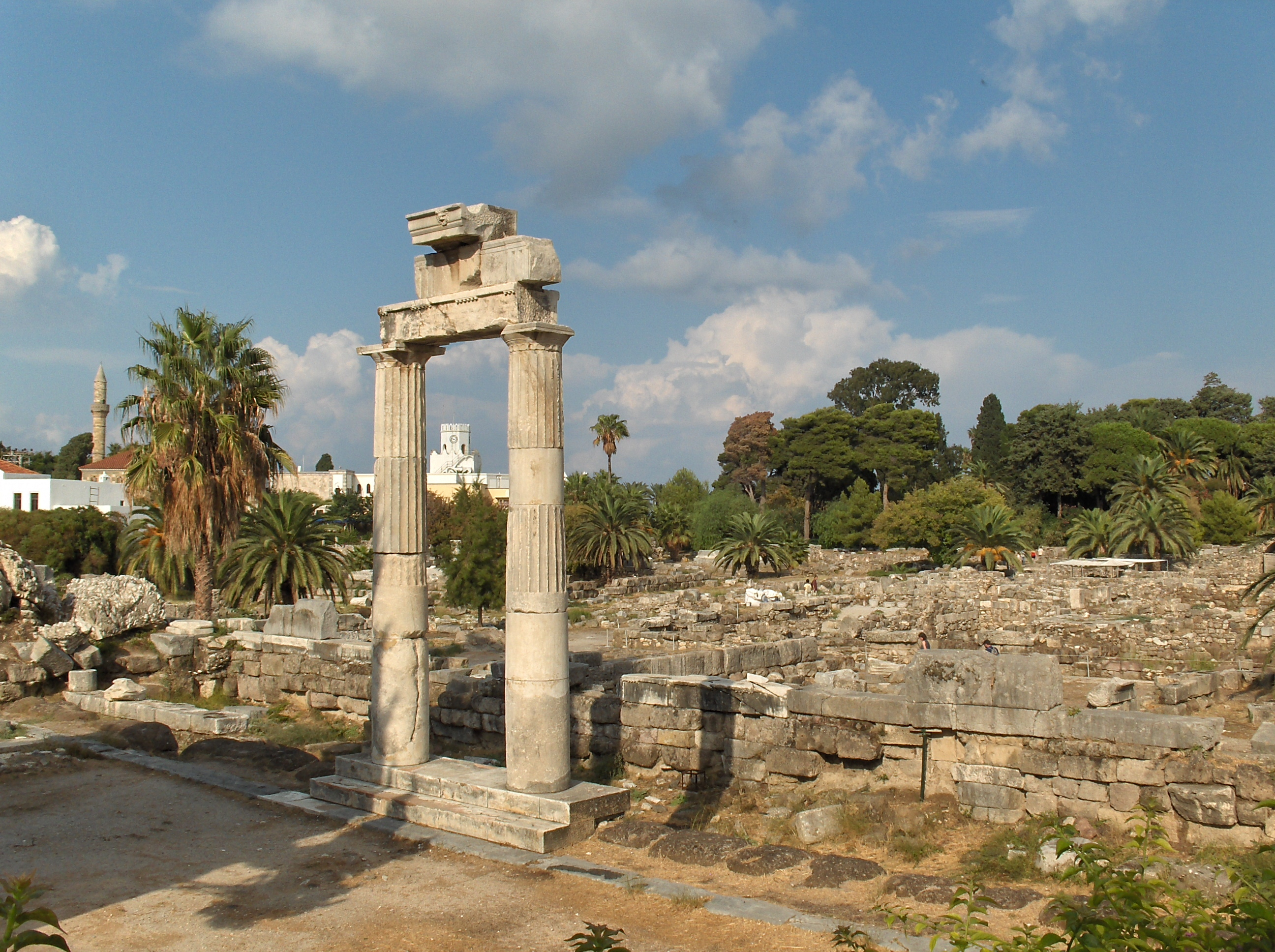
Ruinas del Ágora.

El Ágora se construyó en el lado norte de una muralla construida en el año 300 a. C. En los otros tres lados tenía su propia muralla. En la actualidad, la zona arqueológica del ágora tiene forma aproximadamente triangular, con unos 200-300 metros de lado. El centro de Cos rodea la zona por todos sus lados.
Hubo numerosos templos, como el de Afrodita Pandemos y el pequeño templo de Heracles, unas termas y otros edificios públicos y privados. El mayor de los edificios tenía más de 300 m de longitud. Las excavaciones también han revelado restos de calles de 4 a 6 metros de ancho. Al mismo tiempo, ha quedado claro que la ciudad seguía un trazado hipodámico. Muchos de los edificios tenían suelos de mosaico, de los que se han conservado restos. En el Ágora también se ha encontrado una estatua de Hipócrates, entre otras. Las ruinas de una basílica paleocristiana se encuentran en el noreste del yacimiento.